# Nunzio Gallo
Nunzio Gallo (né le 25 mars 1928 à Naples - mort le 22 février 2008 à Telese Terme) est un chanteur italien.

## Biographie
Nunzio Gallo représente son pays au Concours Eurovision de la chanson 1957 où il arrive sixième. La chanson interprétée, Corde della mia chitarra, est restée célèbre pour avoir été la plus longue chanson jamais interprétée à l'eurovision avec 5 min 09 s, avant la mise en place de nouvelles règles. Gallo fait aussi des apparitions dans 20 films. Gallo souffre d'une hémorragie cérébrale sévère en septembre 2007 dont il ne s'est pas remis. Il meurt le 22 février suivant.

## Filmographie partielle
- 1957 : Non cantare, baciami! de Giorgio Simonelli
- 1959 : Je ne suis plus une enfant (Non sono piu guaglione) de Domenico Paolella
- 1973 : Il figlioccio del padrino de Mariano Laurenti
- 1979 : Les Contrebandiers de Santa Lucia (I contrabbandieri di Santa Lucia) d'Alfonso Brescia
- 1984 : Così parlò Bellavista de Luciano De Crescenzo